# Александар Филимоновић
Александар Филимоновић (Београд, 15. септембар 1982) је српско-амерички филмски и телевизијски глумац, писац и продуцент, најпознатији по улогама у филмовима Долемајт ми је име, Бели лавови и Монтевидео, и у ТВ серијама Лаж и манипулација, Специјалци, Американци, Морнарички истражитељи, Убице мог оца, Равна Гора, Село гори, а баба се чешља, итд.

## Биографија
Александар је живео у Београду, Москви, Лондону, Њујорку и Лос Анђелесу, и течно говори енглески, руски и српски. Пре похађања Ли Стразберг института, дипломирао је информатику на Ројал Холовеј, лондонском универзитету, а пре тога је завршио 4. београдску гимназију. Такође је члан Менсе, друштва људи са високо натпросечним коефицијентом интелигенције.
Осим глумом, Александар се бавио и многим спортовима, укључујући фудбал (у подмладку ФК Рад, а потом у Ол-стар тиму лондонских универзитета), такође је имао спортску стипендију на Ројал Холовеју; Тренирао је и Шотокан карате код сенсеија Масатаке Морија и сенсеија Џејмса Филда, има црни појас; Аикидо је тренирао код сенсеија Мирка Јовандића, као и сенсеија Јошимицу Јамаде; Екстремне борилачке вештине код Мајка Чета; као и доста других спортова, укључујући сноубординг, скијање на води, клизање, јахање, падобранство, одбојку, тенис, вожњу глисера, ски-джета, мотора и аутомобила.
Свира гитару, клавир и пева, глас му је бас-баритон. Александар је такође учио стандардне и латино плесове код Пола Пеликора.
Познат по свом хуманитарном ставу, Александар је члан Црвеног крста, где је спасилац на води. Учествовао је и у бројним спасилачким подухватима за време катастрофалних поплава на Балкану 2014. Такође је спасио живот једне жене на интерконтиненталном лету у пролеће 2018. године.

## Глумачке школе
Пре селидбе у Њујорк, ради похађања Ли Стразберг института, Александар је био члан глумачке групе Мике Алексића (Ствар срца) у Београду. На Ли Стразберг је учио код многих признатих професора глуме, а међу именима су и Хоуп Артур, Џорџ Лорос, Пол Калдерон, Роберт Елерман, Ана Стразберг, Ирма Сандри, Џефри Хорн, Тед Зурковски, Пени ДуПонт, Џефри Фергусон, Брус Баумер, Џен Даглас, Крис Латкин, Мајкл Рајан, Коли Калун, Џон ван Вајден, Ален Садет, Роберт Кесл и Ричард Ларсон.

## Филмографија
| Наслов                     | Година    | Улога                   | Белешке             |
| -------------------------- | --------- | ----------------------- | ------------------- |
| Чувар иконе Светог Ђорђа   | 2025      | Слађан Рељић            | Филм                |
| Авионџије                  | 2025      | Прота                   | ТВ серија           |
| Крунска 11                 | 2025      | Симон                   | ТВ серија           |
| Лаж и манипулација         | 2022      | Золтон                  | ТВ серија           |
| Специјалци                 | 2021      | Горов                   | ТВ серија           |
| Дрим Тим                   | 2021      | Шеки                    | ТВ серија           |
| Долемајт ми је име         | 2019      | Џозеф Бихари            | Филм                |
| Дубоко у љубав             | 2019      | Алекс/Алексис           | Краткометражни филм |
| Ева                        | 2019      | Нападач                 | Краткометражни филм |
| Шифра Деспот               | 2018      | Џони                    | ТВ серија           |
| Американци                 | 2017      | Југословенски чувар     | ТВ серија           |
| Морнарички истражитељи     | 2017      | Телохранитељ            | ТВ серија           |
| Убице мог оца              | 2016-2017 | Дејан Митровић          | ТВ серија           |
| Окамова бритва             | 2016      | Алексеи Петров          | Краткометражни филм |
| Сломљене године            | 2014      | Просперо Галинари       | ТБ серија           |
| Иза огледала               | 2014      | Смрт                    | Краткометражни филм |
| Равна гора                 | 2013-2014 | Слободан Пенезић Крцун  | ТВ серија           |
| Цимерке                    | 2013      | Никола                  | ТВ серија           |
| Монтевидео, Бог те видео!  | 2012      | Љубиша Стевановић „Лео" | ТВ серија           |
| Цват липе на Балкану       | 2012      | Тимоти                  | ТВ серија           |
| Бели лавови                | 2011      | Џокси                   | Филм                |
| Село гори, а баба се чешља | 2010-2011 | Адам                    | ТВ серија           |
| Монтевидео, бог те видео!' | 2010      | Љубиша Стевановић „Лео" | Филм                |
| 1000 начина да се умре     | 2009      | Михаил                  | ТВ серија           |